# تجارة العبيد عند العرب

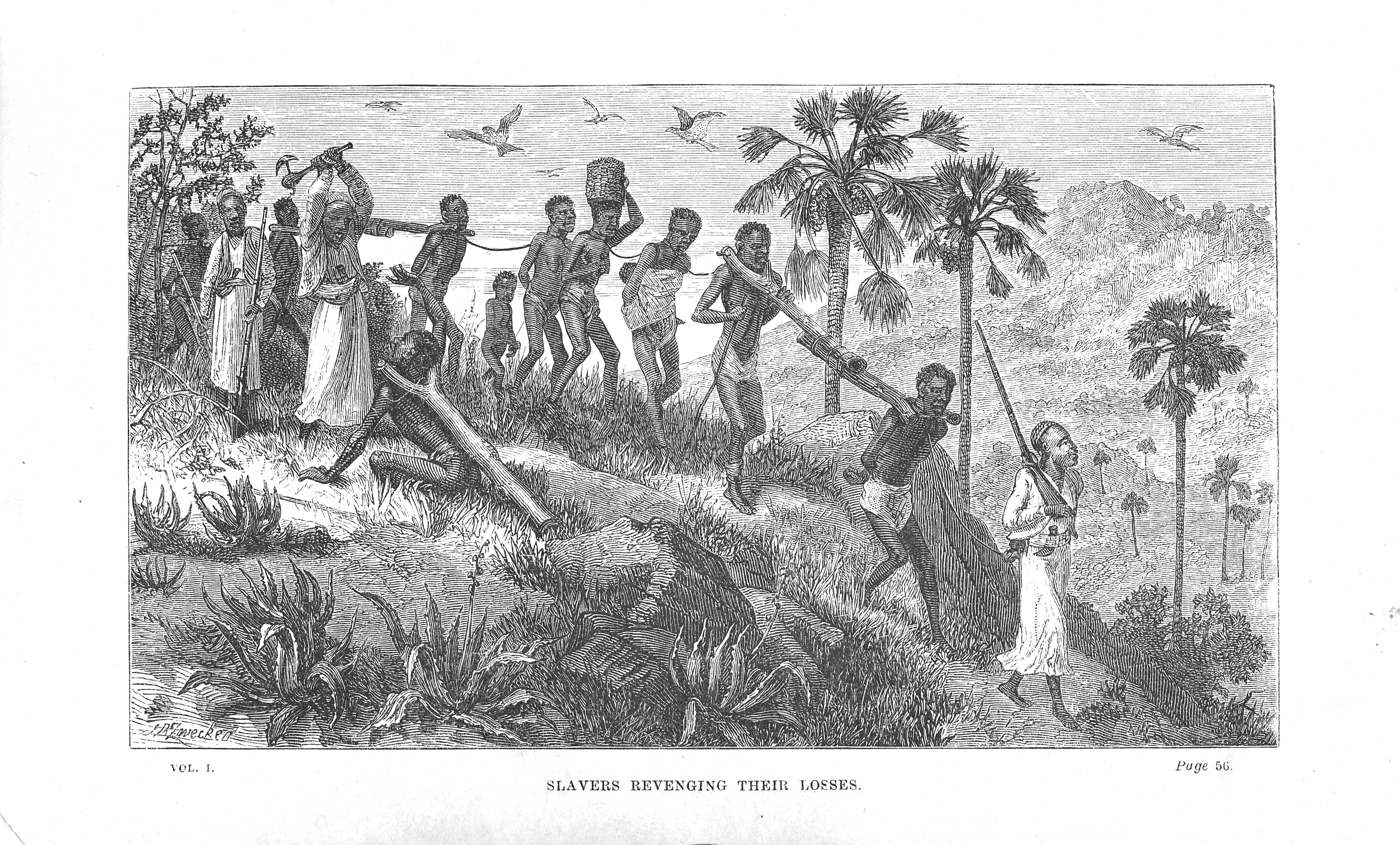
تجار عبيد عرب مع عبيدهم على نهر نوفوما في موزمبيق.

يشير مصطلح تجارة العبيد العربية، إلى نقطة التقاطع بين العبودية والتجارة في المناطق المحيطة بالوطن العربيّ والمحيط الهنديّ، وخصوصاً في غرب ووسط أسيا، وشرق وشمال أفريقيا، ووالهند وأوروبا، وقد حلّت هذه المقايضة بشكل رئيسي في الفترة الواقعة بين القرون الوسطى وبدايات القرن العشرين، وتمّت عبر أسواق العبيد في تلك المناطق، وأُسِر العبيد في الغالب من داخل أفريقيا وجنوب وشرق أوروبا، وبلاد القوقاز وأسيا الوسطى.
ويحاجج والتر رودني (Walter Rodney) أن التسمية «تجارة العبيد عند العرب» هي مغالطة تاريخية، بما أن الاتفاقيات التجارية الثنائية بين عدد لا يحصى من المجموعات العرقية على امتداد ما يسمى «بشبكة تجارة الزنج» ميّزت معظم عمليات امتلاك العبيد، أكثر من كونها عمليات تجارة خدم بالسخرة. وبدلا من ذلك يشير رودني إليها بمصطلح «تجارة العبيد في شرق إفريقيا» أو «تجارة العبيد في منطقة المحيط الهندي». ويقترح آخرون مصطلح «تجارة العبيد العابرة للصحراء». وفي وقت لاحق، سيطر تجار الاستعمار الأوروبيين على شبكة تجارة الرقيق في شرق إفريقيا في القرنين الثامن عشر والتاسع عشر، عندما كانت وجهات معظم عبيد شرق إفريقيا نحو مستعمرات المزارع التي يملكها الأوروبيون.

## مجالات هذه التجارة

### العبيد الزنج الأفارقة

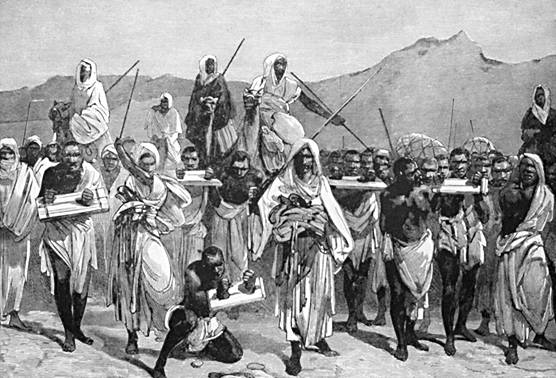
صورة أوروبية من القرن التاسع عشر لتجار العبيد العرب وهم ينقلون العبيد خلال الصحراء الكبرى.

بدأت تجارة العبيد عند العرب عبر الصحراء الكبرى والمحيط الهندي، بعدما سيطر التجار المسلمون العرب والسواحليون على الشاطئ السواحلي والطرق البحرية خلال القرن التاسع، وقد أسر هؤلاء التجار البانتويين (Bantu) (الزنج) من مناطق تسمى اليوم بكينيا، وموزمبيق، وتنزانيا، وجلبوا بهم إلى الساحل، حيث تم تجميعهم تدريجياً في المناطق الريفية، وخصوصاً في جزيرتي أنغوجا وبمبا.
ويقدّر المؤلف تيديان نداي أنّ ما يصل لـ17 مليون شخصاً قد بيعوا للعبودية على ساحل المحيط الهندي، والشرق الأوسط، وشمال أفريقيا، وأنّ تجار العبيد المسلمين قد أسروا بين عامي 1500 و1900 ما يقارب 5 ملايين عبداً أفريقياً ونقلوهم من أفريقيا عبر البحر الأحمر، والمحيط الهندي، والصحراء الكبرى. ويتحدى المؤرخ عبد العزيز لودهي هذا الرقم قائلاً: «17 مليوناً؟ كيف يكون هذا الرقم منطقياً إذا كان عدد سكان افريقيا في ذلك الوقت لم يتجاوز 40 مليوناً. فمثل هذه الإحصائيات لم تكن متوفرة في ذلك الوقت.»
وقد بيع العبيد على امتداد الشرق الأوسط، وتسارعت هذه التجارة بتطور السفن وازدياد الطلب على العمال في المزارع الواسعة للمنطقة، وبالمحصلة قُبض على عشرات الآلاف من الأسرى كل عام.
انطلقت تجارة العبيد عبر المحيط الهندي باتجاهات متعددة، وتغيرت عبر الزمن، ولتلبية الطلب على الخدم العاملين، بيع العبيد البانتويين، الذين جلبهم تجار العبيد العرب من جنوب شرق أفريقيا، بأعداد تراكمية كبيرة عبر القرون للزبائن في مصر، وشبه الجزيرة العربية، والخليج العربي، والهند، والمستعمرات الأوروبية في الشرق الأقصى، وجزر المحيط الهندي، وإثيوبيا، والصومال.
كان يتم جلب الخدم العاملين من شعوب البانتو «الزنج»، الذين عاشوا على امتداد ساحل أفريقيا الشرقي، وقد تم نقلهم كعبيد من قبل التجار العرب لكل الدول المحيطة بالمحيط الهندي على مدى قرون. وجنّد الخلفاء الأمويّون والعباسيون العديد من العبيد الزنج كمحاربين في جيوشهم، واندلعت جراء ذلك ثورات لأولئك الجنود في العراق تعود لزمن قديم كعام 696، كما ذكر نص صيني في القرن السابع سفراء جاؤوا للإمبراطور الصيني من جاوة عام 614 وقدّموا له عبدين زنجيين كهدايا، كما تذكر وقائع أحداث مسجلة عن القرنين الثامن والتاسع الميلاديين أن عبيداً زنجاً وصلوا للصين من المملكة الهندوسية في سريفيجايا التابعة لجزيرة جاوة أيضاً.
ويُعتقد أن ثورة الزنوج، والتي تتضمنت سلسة من الانتفاضات بين عامي 869 و883 الميلاديين قرب مدينة البصرة في العراق، قد تضمنت مأسورين تعود أصولهم لمناطق البحيرات العظمى الأفريقية، وأخرى في أقصى الجنوب من شرق أفريقيا، وقد تنامت لتشمل ما يزيد عن 500,000 عبد وحر تم نقلهم عبر الإمبراطورية الإسلامية، وطالبت بعشرات الآلاف من الأرواح في جنوب العراق.
ومن المؤكد أن عدداً هائلاً من العبيد كانوا قد صُدّروا من شرق أفريقيا، وتُقدم ثورة الزنج في العراق في القرن التاسع الدليل الأفضل على ذلك، رغم أنها لم تقتصر على العبيد الزنوج فقط، ولكن لا يتوفر إلى القليل من الأدلة حول الجزء المحدد من شرق أفريقيا الذي جُلب منه الزنج.
بينما جادل المؤرخ م. أ. شعبان أن تلك الثورة كانت للزنوج وليس العبيد عموماً، فبالرغم من مشاركة بعض العبيد الفارّين فيها، إلى أن الأغلبية الساحقة كانت للعرب والزنوج الأحرار، أضاف برأيه أنه إن كان العبيد من قاد الثورة، فإنها ما كانت لتتمتع بالمصادر الضرورية لتصمد مطولاً في مقاومة الحكومة العباسية كما فعلت.
علماً أن الزنج المأسورين كعبيد في الشرق الأوسط كانوا قد اسُتخدموا غالباً للقيام بأعمال زراعية شاقة، فبتنامي الاقتصاد الزراعي وغنى العرب، تم اعتبار الأعمال الزراعية واليدوية الأخرى مشينة للأسياد، فعزز نقص الأيدي العاملة هذا سوق العبيد، من زنوج وغيرهم.
كما تم توكيلهم للعناية بالدلتا بين دجلة والفرات، والتي كانت قد تحولت لمستنقع مهجور نتيجة هجرة الفلاحين والطوفانات المتكررة، فقد وُعد الملّاكون الأغنياء آنذاك بهبات وافرة إن استطاعوا إعادة إصلاح تلك الأرض لتصبح زراعية، وقد اشتُهرت زراعة قصب السكر من بين المنتجات الأخرى، وخصوصاً في محافظة خوزستان، كما عمل الزنج في مناجم الملح في بلاد الرافدين، وخصوصاً في المناطق المحيطة بالبصرة، وكل ذلك بظروف قاسية وتعيسة.
ويروي ابن بطوطة، الذي زار مملكة مالي الأفريقية القديمة في أواسط القارن الرابع عشر، أن السكان المحليين تنافسوا مع بعضهم بعدد العبيد والخدم الذين امتلكوهم، كما أنهم قدموا له بذاته عبداً صبياً كهدية ترحيبية.

### العبيد الأوروبيون

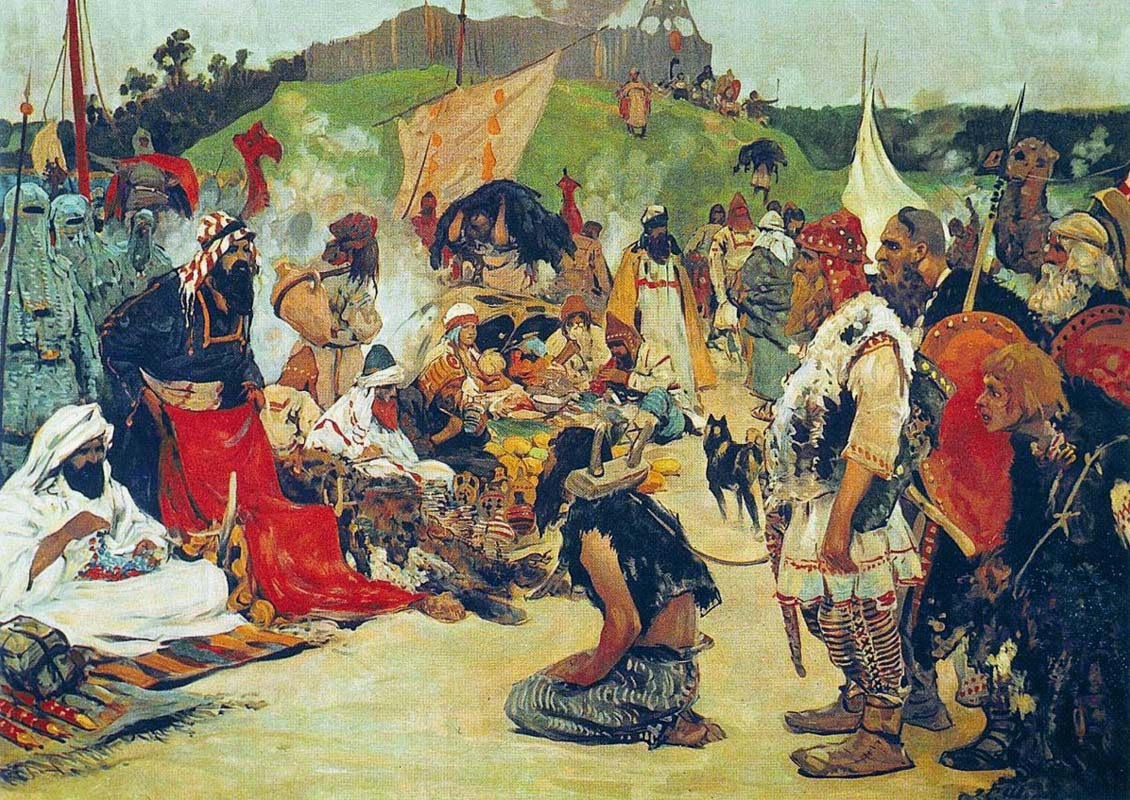
قراصنة في العاصمة الجزائرية

أسر المسلمون الأوروبيين أيضاً، فكما أشار روبيرت ديفيس (Robert Davis)، أسر القراصنة البربر التابعون للدولة العثمانية ما بين مليون ومليون وربع أوروبي بين القرنين السادس عشر والتاسع عشر، وبشكل رئيسي من قرى ساحلية في إيطاليا، وإسبانيا، والبرتغال، وإيرلندا، وكذلك من مناطق بعيدة كفرنسا، وإنكلترا وهولندا، وحتى آيسلندا، كما قبضوا عليهم من سفن أوقفوها في البحر، وباعوهم كعبيد.
وأدت هذه الغارات إلى نتائج محبطة، إذ خسرت كل من فرنسا، وإنكلترا وإسبانيا آلاف السفن، وقد هجر الكثير من سكان السواحل الإسبانية والإيطالية بيوتهم، واستمر الناس بتجنب الاستقرار في هذه المناطق حتى القرن التاسع عشر.
كما كان القسم الإسلامي من إيبيريا يرسل غارات دورية لتخريب الممالك الإيبيرية المسيحية، وكانت تجلب معها عبيداً، فعلى سبيل المثال، قبض الخليفة الموحد الأمازيغي أبو يوسف يعقوب المنصور، في غارة على لشبونة عام 1189، 3 آلاف أسير من نساء وأطفال، وفي غارة تالية على شلب عام 1191، أسر حاكم قرطبة التابع له 3 آلاف شخصاً مسيحياً.

### العبيد العرب
لقد تم استعباد العرب أحياناً في العالم الإسلامي، وتعرض بعضهم للإخصاء، وأشار ابن بطوطة إلى صفقات لبيع النساء العرب كعبدات في مكة، كما أنه قابل أَمَةً بالقرب من تمبكتو في مالي عام 1353، فتبين أنها دمشقية وتتحدث العربية بطلاقة، إذ امتلك بعض الحاكمين في غرب أفريقيا أيضاً عبدات ذوات أصول عربية، فبحسب المقريزي، تم بيع الفتيات ذوات البشرة الفاتحة لهم في مواسم الحج.

### مظاهر إسلامية ومشرقية
يكتب باتريك ماننغ (Patrick Manning) أنه على الرغم من وصف تجارة العبيد «الشرقية» أو «العربية» بالـ«إسلامية»، لم يكن الدافع وراء العبودية واجباً دينياً، كما أن مصطلحات «التجارة الإسلامية» أو «العالم الإسلامي» تعتَبر أفريقيا بشكل خاطئ على أنها خارج الإسلام، أو جزءاً مهمَلاً من العالم الإسلامي، فحسب مؤرخين أوروبيين، أظهر دعاة الإسلام في أفريقيا حذراً تجاه التبشير لتقليله من المصادر المحتملة للعبيد.
وكانت قد بدأت تجارة العبيد المشرقية قبل الإسلام واستمرت لأكثر من ألف عام، واتبعت سبيلين رئيسيين في العصور الوسطى:
- طرق برية عبر صحارى المغرب والمشرق.[30]
- طرق بحرية شرق أفريقيا عبر البحر الأحمر والمحيط الهندي.[31][32]

## تاريخ تجارة العبيد عند العرب

### العبيد الزنج الأفارقة

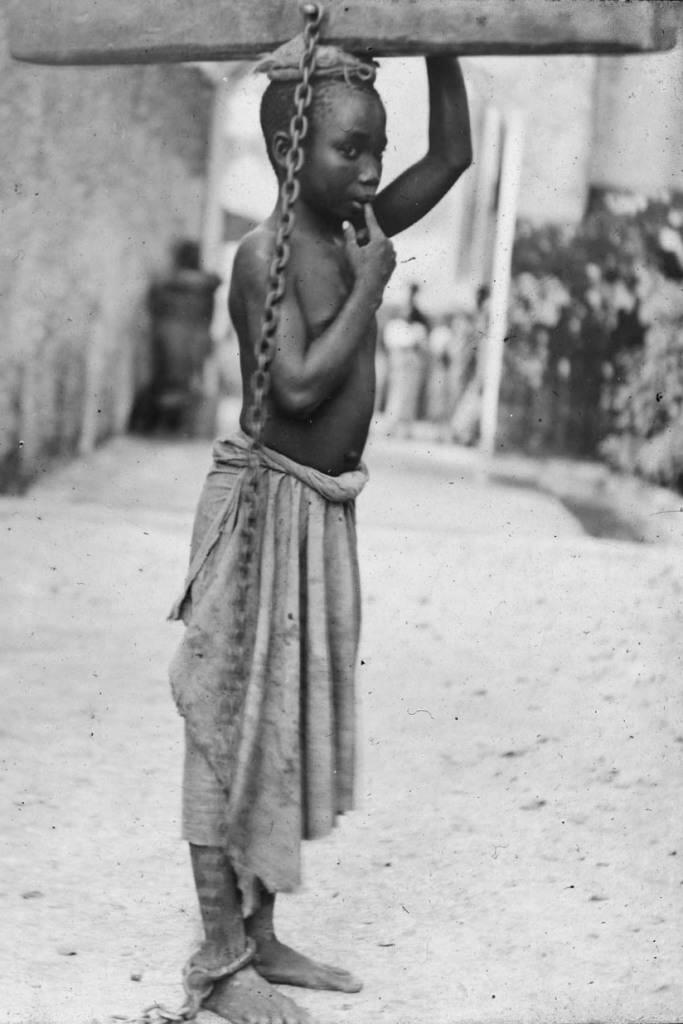
صورة لطفل عبد في زنزيبار أثناء معاقبة سيده العربي له. حوالي عام 1890

تعد تجارة الزنج عند العرب في  جنوب شرق أفريقيا إحدى أقدم تجارات العبيد، سابقةً تجارة العبيد عند الأوروربيين عبر المحيط الأطلسي بـ700 عام، وفرض المالكون على العبيد الذكور العمل كخدم، أو جنود، أو عمال غالباً، بينما تمت المتاجرة بالإناث، بما فيهن الأفريقيات، في بلدان وممالك الشرق الأوسط حيث اتُخِذن كخليلات أو خادمات، وتورط كل من التجار العرب، والأفارقة، والمشرقيين في أسر العبيد ونقلهم باتجاه الشمال عبر الصحراء الكبرى والمحيط الهندي إلى الشرق الأوسط، وبلاد فارس، وأقصى الشرق.
واستمرت تجارة العبيد عند العرب بشكل أو بآخر من القرن السابع حتى ستينيات القرن العشرين تقريباً، وتشيع السجلات والمراجع التاريخية للأسياد الممتلكين للعبيد في شبه الجزيرة العربية واليمن وغيرها حتى بدايات عشرينيات القرن العشرين.
وفي عام 641 خلال معاهدة البقط، والتي جرت بين مملكة المقرة المسيحية النوبية والحكام المسلمين في مصر، وافق النوبيون على تقديم المزيد من الميزات التجارية للتجار العرب، بالإضافة إلى حصة من تجارة العبيد لديهم.
في الصومال، تنحدر الأقلية البانتوية من مجموعات البانتو التي استقرت في جنوب شرق أفريقيا بعد انتشارهم من نيجيريا والكاميرون، وكان تجار العبيد الصوماليون يقومون بأسرهم بأعداد تراكمية كبيرة على مر القرون وبيعهم للزبائن في الصومال وشمال شرق أفريقيا وآسيا، ومنذ عام 1800 وحتى 1890، يُعتقد أنه تم بيع ما بين 25,000 و50,000 عبداً بانتوياً من سوق العبيد في زنجبار إلى الساحل الصومالي.
وخلال النصف الثاني من القرن التاسع عشر وبدايات القرن العشرين، ازداد الطلب على العبيد القادمين من إثيوبيا في أسواق الجزيرة العربية وغيرها في الشرق الأوسط، حيث عملوا في الغالب كخدم في المنازل، كما وُظّف آخرون كعمال زراعيين، أو حمّالين للمياه، أو رعاة، أو بحارة، أو سائقي جمال، أو عتّالين، أو غاسلات للملابس، أو حدادين، أو مساعدين بالمتاجر، أو طباخين، وعمل أكثر الرجال حظاً كمسؤولين أو حراس شخصيين للحاكم والأمراء، أو مدراء أعمال للتجار الأغنياء، وتمتعوا بحرية شخصية لا بأس بها، وامتلكوا عبيداً لأنفسهم أحياناً.
إلى جانب الفتيات الجاويّات والصينيات اللاتي تم جلبهن من أقصى الشرق، اعتُبرت الفتيات الإثيوبيات اليافعات «الحمراوات» (أي لسن ذوات بشرة داكنة) من أكثر الخليلات قيمةً، وتمتعت أكثرهن جمالاً بحياة مرفهة ثرية، وأصبحن خليلات للنخبة أو حتى أمهات للحكام أحياناً.
وخلال القرنين السادس عشر والسابع عشر في جمهورية أفريقيا الوسطى، أخذ تجار العبيد المسلمين بشن غارات على المنطقة كجزء من توسيع طرق العبيد عبر الصحراء الكبرى ونهر النيل، فاستعبدوا الأسرى ونقلوهم لساحل البحر المتوسط، وأوروبا، وشبه الجزيرة العربية، ونصف الكرة الغربية، إو إلى موانئ ومصانع العبيد على امتداد غرب وشمال أفريقيا أو جنوب نهر الكونغو.
وقد سبقت تجارة العبيد عند العرب في المحيط الهندي، والبحر الأحمر، والبحر المتوسط وصول أية أعداد معتبرة من الأوروبيين جنوب الصحراء الكبرى في القارة الأفريقية بكثير.

### القرن التاسع عشر
تسارعت تجارة العبيد من أفريقيا للدول الإسلامية في هذا القرن، وتزايدت باتجاه الشرق أيضاً بانتهاء تجارة العبيد الأوروبيين بحدود خمسينيات القرن ذاته.
وفي عام 1814 وصف المستكتشف السويسري يوهان لودفيك بيركهارت (Johann Burckhardt) رحلاته في مصر ونوبيا، حيث شاهد ممارسة تجارة العبيد، فقال: «لقد شهدت عدة مرات أكثر المشاهد وقاحة وبذاءة، ولم يقم التجار بأي شيء حيالها سوى الضحك، وقد أغامر لأصرّح بأن قلةً فقط من الإماء اللاتي تجاوز عمرهن العشر سنوات، يصلنَ لمصر أو شبه الجزيرة العربية دون أن يُسلبن عذريتهن.»
وكتب ديفيد ليفينغستون (David Livingstone) عن تجارة العبيد في منطقة البحيرات الأفريقية العظمى، والتي زارها في منتصف القرن التاسع عشر: «من المستحيل أن يُعتبر وصف شرورها مبالغةً، فقد مررنا بامرأة عبدة مُصابة بطلق ناري أو طعنة في جسمها ومرمية على الطريق، وأشار شواهد على الحادثة بأن من قام بذلك هو عربي كان قد مر سابقاً في ذاك النهار، وقتلها لأنه غضب من خسارته الثمن الذي سعّرها به، لأنها لم تعد قادرة على المشي لفترة أطول، كما مررنا بامرأة متوفاة مربوطة بعنقها إلى شجرة، وبرجل مات جوعاً... ولعلّ أغرب داء شاهدته بحق في هذه البلاد هو تحطم القلوب، إنه يصيب مَن أُسِر من الأفراد الأحرار ليُجرّ كعبد خنوع.»

وقدّر ليفينغستون أن ما يقارب 80,000 أفريقياً توفي كل عام قبل الوصول حتى إلى أسواق العبيد في زنجبار، والتي كانت يوماً ما المرفأ الرئيسي لتجارة العبيد في شرق أفريقيا، وفي القرن التاسع عشر كان يمر ما يصل لـ50,000 عبد عبر هذه المدينة كل عام تحت إمرة العرب العمانيين.
كان هناك من التجار العرب من يحصلون على العبيد من زنجبار في القرن التاسع عشر ثم يسلمونهم إلى التجار الاخرين عبر القارة حتى يصلوا إلى غرب القارة ويباعوا، وقد قص أحد هؤلاء قصته في سنة 1831م فقال«لقدباعونا من اجل المل وانا نفسي باعوني ست مرات بعضها مقابل المال وبعضها مقابل السلاح وبعضها مقابل الملابس، واستغرق ذلك ستة أشهر قبل ان اشاهد الرجل الأبيض».

### القرن العشرون
خلال الحرب الأهلية السودانية الثانية (بين عامي 1983-2005) استُعبد الناس أيضاً، ويتراوَح العدد المقدَّر للاختطافات بين 14,000 إلى 200,000 شخص، بينما تم إلغاء العبودية في موريتانيا بواسطة قوانين أٌقرت في الأعوام 1905، و1961، و1981، وأخيراً عُدّت جريمة عام 2007.
لكن يُقدَّر أن ما يصل لـ600,000 موريتانياً، أو 20% من عدد سكان موريتانيا، يعيشون الآن تحت ظروف يعتبرها البعض «عبودية»، بسبب استعباد الكثير منهم للعمل لسد الديون التي عليهم بسبب الفقر، وقد حُظرت العبودية منذ زمن حديث نسبياً في عمان (عام 1970)، وقطر (عام 1952)، والمملكة العربية السعودية واليمن (في عام 1962).

## السياق التاريخي والجغرافي

### العالم الإسلامي
سمحت الشريعة الإسلامية بالعبودية، لكنها حرّمت تلك التي تتضمن استعباد المسلمين الآخرين الموجودين مسبقاً، وبالنتيجة، كانت الوجهة الرئيسية للعبودية هي سكان المناطق الحدودية للعالم الإسلامي، ففي البدايات تم جلب العبيد من مناطق مختلفة، تتضمن آسيا الوسطى (كالمماليك)، وأوروبا (كالصقالبة)، ولكن بحلول العصر الحديث أُسر معظم العبيد من أفريقيا.
وتنصّ الشريعة على أنه يحق للعبيد كسب عيشهم إذا اختاروا ذلك، وإلا فإن تأمينه واجب على السيّد، ولا يمكن إرغامهم على كسب المال لأسيادهم إلا إذا اتفق الطرفان على ذلك، ويسمى هذا المفهوم بالـ«مُخارجة»، فخارَج السيد عبده أي اتفق معه على ضريبة يدفعها الأخير له كل شهر فيكون حراً في عمله، وبذلك يُسمى «عبداً مُخارجاً» في الشرع الإسلامي.
فإذا وافق العبيد على ذلك وودّوا أن يُحتسب المال الذي يكسبونه ضريبةً لتحررهم، يجب أن يتم توثيق ذلك كعقد بين العبد وسيده، وهو يعُتبر كما أجمع الكثيرون محض توصية، أي أنه لا يتوجب على السيد ان يقبل بطلب للمخارجة من قبل عبيده، لكنه كان يعتبر فعلاً جديراً بالثناء للأسياد رغم أنه ليس مفروضاً عليهم.
تألف هيكل الحضارة الإسلامية من شبكة متطورة من مراكز التجارة في البلدات والواحات، والتي احتوت الأسواق في وسطها، وقد تم وصل هذه البلدات مع بعضها بمنظومة من طرق تقطع مناطق نصف قاحلة أو صحراوية، تنقلت عبرها قوافل تضمنت العبيد.
على عكس تجارة العبيد عبر المحيط الأطلسي، حيث كانت تبلغ نسبة الذكور إلى الإناث 2 إلى 1 أو 3 إلى 1، تضمنت تجارة العبيد عند العرب نسبة أعلى من الإناث مقارنة بالذكور، وهذا يرجّح وجود تفضيل عام للعبدات الإناث. وكانت إباحة التّسري بالجواري في الإسلام بمثابة حوافز لاستيراد الإناث من العبيد (غالباً من القوقازيين)، على الرغم من أنه تم استيراد الكثير منهن بشكل أساسي لأداء المهام المنزلية.

### نظرة العرب للشعوب الأفريقية
صرّح عبد المجيد حنّوم، وهو أستاذ في جامعة ويسليان، أن السلوكيات العنصرية لم تنتشر حتى القرنين الثامن عشر والتاسع عشر الميلاديين، وقال آرنولد توينبي (Arnold J. Toynbee): «يعد انعدام التمييز العنصري بين المسلمين من أهم الإنجازات المبهرة للإسلام، وتوجد في العالم المعاصر حاجة ماسّة لنشر هذه الفضيلة الإسلامية.»
في عام 2010، وأثناء انعقاد القمة العربية الإفريقية الثانية، اعتذر الزعيم الليبي معمر القذافي عن المشاركة العربية في تجارة الرقيق الأفريقية قائلاً: «يؤسفني سلوك العرب ... لقد جلبوا أطفالًا أفريقيين إلى شمال إفريقيا ، واستعبدوهم، وباعوهم كما تباع الحيوانات، وأخذوهم كعبيد وتاجروا بهم بطريقة مخزية. أنا أشعر بالأسف والخزي عندما أتذكر هذه الممارسات. وأعتذر عن ذلك».

### أفريقيا: من القرن الثامن وحتى التاسع عشر الميلاديين
في شهر أبريل/نيسان عام 1988، كتب إيليكيا ام-بوكولو (Elikia M'Bokolo) في صحيفة لوموند ديبلوماتيك: «كانت القارة الأفريقية تُستنزَف من مواردها البشرية بكل الطرق الممكنة؛ عبر الصحراء الكبرى، والبحر الأحمر، ومن موانئ المحيط الهندي وعبر المحيط الأطلسي، استمرت العبودية لعشر قرون على الأقل لتستفيد البلدان الإسلامية،»
ويتابع: «تم نقل أربعة ملايين عبداً عبر البحر الأحمر، وأربعة ملايين آخرين عبر الموانئ السواحلية للمحيط الهندي، وربما ما يصل لتسعة ملايين عبداً على امتداد طريق القوافل عبر الصحراء الكبرى، و11 إلى 20 مليون عبداً (حسب الكاتب) عبر المحيط الأطلسي.»
في القرن الثامن الميلادي، استولى العرب الأمازيغيون على شمال أفريقيا، وتحرك الإسلام باتجاه الجنوب على طول نهر النيل والممرات الصحراوية.
تجارة الرقيق كانت نوعا من ممارسة العبودية في غرب اسيا، شمال افريقيا، شرق افريقيا، وبعض الاجزاء من أوروبا (مثل صقلية وايبريا) اثناء فترة السيطرة من جانب القادة العرب. لقد شملت هذه التجارة معظم الاجزاء في شمال وشرق افريقيا وحتى الشعوب في منطقة الشرق الأوسط (العرب والبرير) ألخ. وكذلك فان التجارة الرقيق ليست مقصورة على الشعب معين اللون أو العرق أو الدين. خلال القرن الثامن والتاسع فأن معظم الرقيق كانوا من دول أوروبا الشرقية وايضا من الشعوب السلافية (ويسمون صقالبة). وحتى شعوب المناطق القريبة كمنطقة البحر المتوسط، والفارس، والاتراك، وغيرها من هذه الشعوب المجاورة لمنطقة الشرق الأوسط، أيضا شعوب القوقاز من المناطق الجبلية (مثل جورجيا وارمينيا) واجزاء من اسيا الوسطى، والاماونغ، وشعوب أخرى من اصول متنوعة كالافارقة. في وقت لاحق، وتحديدا في القرن الثامن عشر والتاسع عشر، توافد العبد بأعداد متزايدة من شرق افريقيا.

## جغرافية تجارة العبيد

### مناطق الإمدادات

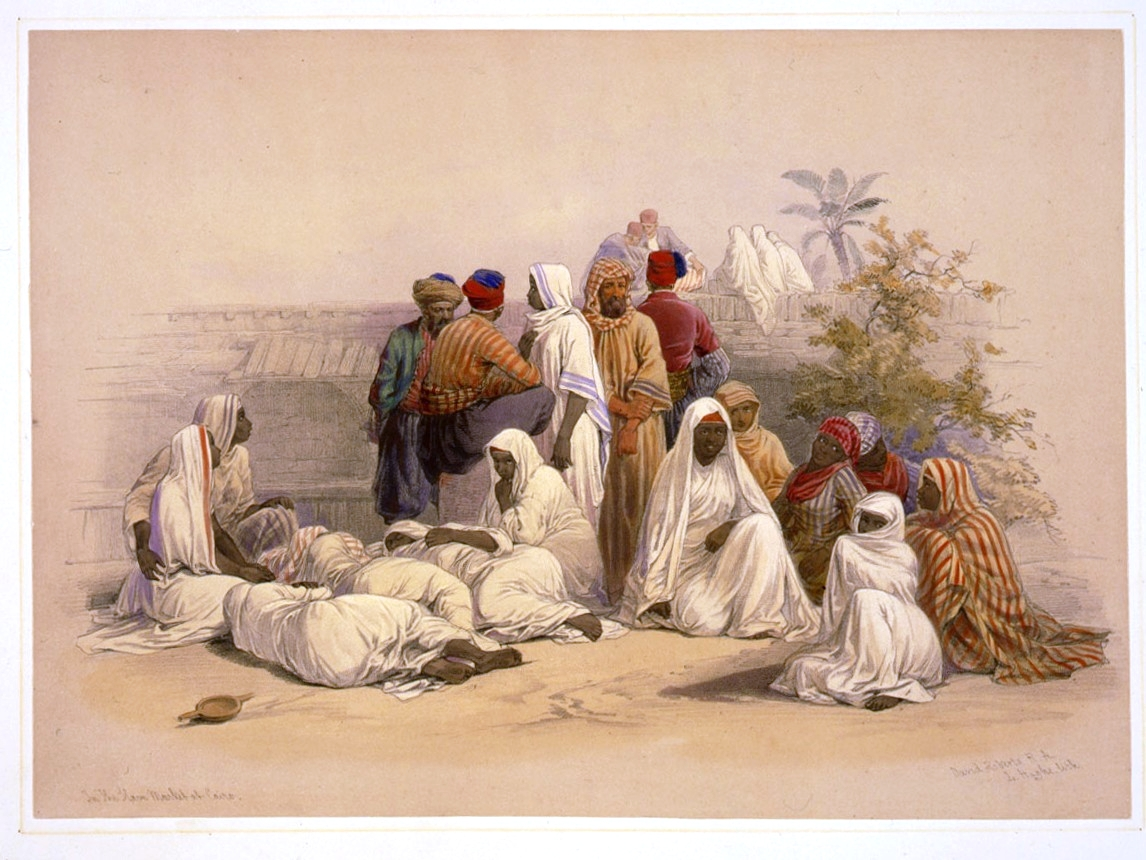
سوق عبيد في القاهرة. لوحة ديفيد روبيرتس 1848

توجد أدلة تاريخية على غارات العبودية للمسلمين القادمين من شمال أفريقيا على امتداد ساحل البحر المتوسط وعبر أوروبا المسيحية، فكانت أغلبية العبيد الذين تمت المتجارة بهم عبر منطقة البحر المتوسط من أصول أوروبية بين القرنين السابع والخامس عشر الميلاديين، كما تم جلب العبيد للعالم العربي من آسيا الوسطى، أو التتار وخصوصاً الترك والتتر، بعد ذلك انتقل العديد من هؤلاء العبيد للخدمة في الجيوش، مشكلين رتبة نخبوية.
- كانت نوبيا وإثيوبيا أيضاً منطقتي«مصدرة» للعبيد: ففي القرن الخامس عشر، باع الإثيوبيون عبيداً أُسروا من المناطق الحدودية الغربية (عادة خارج مملكة حكم امبراطور إثيوبيا)، أو من إيناريا (Ennarea)،[60] وانتهى الأمر بأولئك العبيد غالباً في الهند، حيث عملوا على السفن أو كجنود، وقد ثاروا في النهاية وتولّوا السلطة بأنفسهم (السلالة الحاكمة من الملوك الحبشيين).
- شكلت منطقتا السودان والصحراء الأفريقية عتبة تصديرية أخرى، لكن من المستحيل تقدير الحجم، حيث يوجد نقص في المصادر ذات الارقام.
- وأخيراً، أثرت حركة سير العبيد على شرق أفريقيا أيضاً، إلا أن المسافة البعيدة والعدائية المحلية سببتا تباطؤ هذا القسم من التجارة المشرقية.

### الطرق
حسب الأستاذ ابراهيما بابا كاكيه (Ibrahima Baba Kaké)، كان هناك أربع طرق رئيسية للعبودية في العالم العربي، من شرق أفريقيا إلى غربها، ومن المغرب العربي إلى السودان، ومن طرابس الليبية إلى السودان الوسطى، ومن مصر للشرق الأوسط.
وقطعت ممرات القوافل التي أُحدث في القرن التاسع واحة الصحراء الكبرى؛ فكان الترحال صعباً ومتعباً وغبر مربحا بسبب المناخ وبعد المسافة، فمنذ العصور الرومانية، نقلت القوافل الطويلة العبيد بالإضافة إلى مختلف أصناف المنتجات المُستخدمة في المقايضة، وللاحتماء من هجمات بدو الصحراء، كان العبيد يُستخدمون كمرافقة حارسة، وإذا أبطاً أي منهم تقدم القافلة، كان يُقتل.
بينما لم يمتلك المؤرخون الكثير من المعرفة حول الطرق البحرية، فاعتمدوا في كتاباتهم على المستندات المرفقة برسوم توضيحية، وعلى روايات الرحالة، فيبدو أنهم كانوا يسافرون بمراكب شراعية وجلبات.
السفن العربية التي كانت تستخدم في النقل في البحر الاحمر، ويتطلب عبور المحيط الهندي تنظيما أفضل، وموارد أكثر من النقل البري.
كانت إحدى السلع المهمة التي تنقلها المراكب الشرعية العربية إلى الصومال هي العبيد من اجزاء أخرى من شرق افريقيا. خلال القرن التاسع عشر، نمت تجارة الرقيق في شرق افريقيا بشكل كبير بسبب مطالب العرب والربتغال وفرنساِ، وانتقل تجار الرقيق وغزو في جميع انحاء شرق ووسط افريقيا لتلبية الطلب المتزايد على الرجال، والأطفال المستعبدين، وينحدر البانتوس الذين يعيشون في الصومال من مجموعة البانتو التي استقرت في جنوب شرق افريقيا بعد التة سع الاولي من نيجيريا، الذين تم اسرهم لاحقا وبيعهم في تجارة الرقيق العربية. البانتة س هم مختلفون عرقيا، وجسديا، وثقافيا عن الصماليين، وقد ظلو مهمشين منذ وصولهم إلى الصومال.

### المقايضة
تمت المقايضة بالعبيد غالباً مقابل أصناف متنوعة من المواد، ففي السودان، تمت مبادلاتهم بالملابس، والحلي، وغيرها، بينما في المغرب العربي ، بودلوا بالأحصنة، أما في المدن الصحراوية، استُخدمت الأقمشة، والفخار، وخرزات العبيد (أو خرزات التجارة) المصنوعة من الزجاج البندقي، والأصبغة والمجوهرات كوسيلة للدفع، وإلى جانب القطع النقدية الذهبية، استُعملت أصداف الكاوري، التي التُقطت من المحيط الهندي أو الأطلسي (جزر الكناري، لواندا)، كنقود أيضاً جنوب الصحراء الكبرى (تم دفع البضائع باكياس من الاصداف) في أفريقيا.

### أسواق ومعارض العبيد
كان العبيد الأفارقة يُباعون في بلدات العالم العربي، ففي عام 1416 أشار المقريزي إلى أن الحجاج القادمين من تكرور (بالقرب من نهر السنغال)، كانوا قد جلبوا معهم 1,700 عبداً إلى مكة.
في شمال أفريقيا، توضعت أسواق العبيد الرئيسية في المغرب، والجزائر، وطرابلس والقاهرة، علماً أن عمليات البيع كانت تتم في الأماكن العامة أو في الأسواق، فكان الزبائن الذين يودون شراء العبيد يتفحصون «البضاعة» جيداً، فيتفقدون الحالة الصحية للفرد، والذي يكون واقفاً عارياً مقيّد المعصمين.
وفي القاهرة، كانت تتم العمليات التجارية التي تتضمن المخصيين والخليلات في بيوت خاصة، علماً أن الأسعار كانت متفاوتة تبعاً لجودة العبد.
قد قدر بعض المؤرخين ان هناك ما يتراوح بين 11 أو 18 مليون من الرقيق الافارقة السود قد عبروا البحر الاحم، المحيط الهندي، والصحراء الكبرى، منذ عام 650 بعد الميلاد وحتى العام 1900 من الميلاد، أو ما يتراوح بين 9.4 إلى 14 مليون أفريقي إلى الامريكتين بغرض تجارة الأطلسية.
بالأساس كانت تجارة الرقيق في القرون الوسطى في أوروبا، وبشكل رئيسي في الشرق والجنوب، الامبراطورية البيزنطية والعالم الإسلامي كانتا المكان المقصود لهذه التجارة، وثنية أوروبا الوسطى والشرقية كانتا مصدرا هاما، لقد قامت الكنيسة الكاثوليكية الرومانية مرارا وتكرارا في القرون الوسطى بمع الأراضي غير المسيحية، على سبيل المثال،
مجلس كوبلنز في عام 922 للميلاد، مجلس لندن في عام 1102 للميلاد، ومجلس ارما في عام 1171 للميلاد، لقد كان التجار الفايكنك، العرب، الأغريق، واليهود (كانوا يسمون الرذنية) كانوا جميعا مشاركين في تجارة الرقيق خلال اوائل العصور الوسطى.
الغارات الدورية التي ارسلت من الاندلس، لعمل المناوشات للجانب المسيجي، ولأحضار الغنائم والرقيق، وفي غارة على لشبونة عام 1189 للميلاد، قامت الدولة الموحدية بقيادة الخليفة يعقوب المنصور بأخذ ما يقارب 3000 مسيحي كرقيق.
وفقا ما قال روبرت ديقس، فأن هناك ما يتراوح بين مليون و 1.25 مليون أوروبي ثد تم اسرهم من قراصنة الساحل البربري، الذين كانو تابعين للأمبراطورية العثمانية، وقد تم اسر هؤلاء الرقيق بالأساس في القرى الساحلية من إيطاليا، اسبانيا، والبرتغال. وايضا من أماكن ابعد مثل فرنسا، انكلترا، هولندا، ايرلندا، ايسلندا، وحتى أمريكا الشمالية. لقد كان تأثير هذه الهجمات مدمر جدا لدول كثيرة ومنها فرنسا، وإنجلترا، واسبانيا، لقد خسروا ألالف من السفن، وامتدادات طويلة من السواحل الاسبانية والأيطالية تركت تقريبا بالكامل من قبل ساكنيها. ان غارة القراصنة اعاقت التسوية على طول الساحل حتى القرن التاسع عشر.
الحروب العثمانية في أوروبا وغارات التتار، قامت بجلب اعداد كبيرة من الاوروبيين المسيحيين كرقيق إلى العالم الشرقي.
تجارة الرقاق «الشرقية» أو «العربية» تعدى «تجارة الرقيق الإسلامية» احيانا، ولكن الاساس الديني لا يحبذ الاستبعاد، لذا فأن تسمية تلك تكون خاطئة.

### الميراث
حرّض تاريخ تجارة العبيد العديد من النقاشات بين المؤرخين، ومن بين المواضيع المثيرة للجدل، عدم القدرة على تحديد عدد الأفارقة المسلوبين قسراً من بيوتهم، بسبب نقص الإحصائيات الموثوقة، إذ لم يكن هناك إحصاء رسمي للسكان في أفريقيا في العصور الوسطى.
قد يبدو أرشيف التجارة عبر المحيط الأطلسي بين القرنين السادس عشر والثامن عشر مصدراً مفيداً، ولكن هذه السجلات قد دُحضت أيضاً، لذا يُضطر المؤرخون للاعتماد على مستندات روائية غير دقيقة لإجراء تقديراتهم، وينبغي التعامل مع هذه المستندات أيضاً بحذر.
قدّر لويز فيليبيه دي ألِنكاسترو (Luiz Felipe de Alencastro) أنه تم أسر 8 ملايين عبداً من أفريقيا بين القرنين الثامن والتاسع عشر الميلاديين، بينما توقع أوليفيه بتريه-غرينويوه (Olivier Pétré-Grenouilleau) أسر 17 مليون عبداً أفريقياً في الفترة ذاتها من المكان ذاته، بناءً على أعمال رالف أوستن (Ralph Austen).
كما كان هناك تأثير جيني معتبر على العرب عبر العالم العربي بأكمله من قِبل العبيد الأفارقة والأوربيين التابعين لفترة ما قبل العصر الحديث.

### المصادر العربية في القرون الوسطى

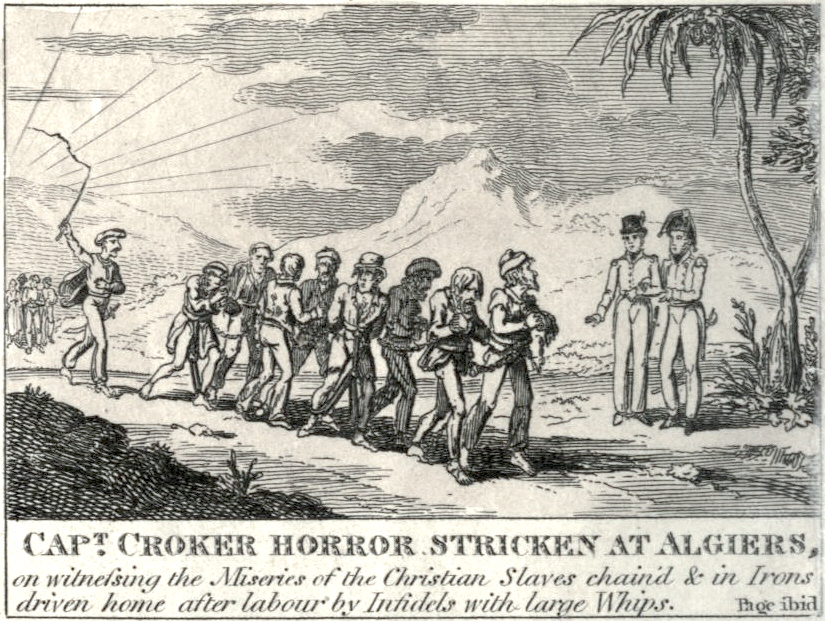
لوحة توضيحية من 1816 للعبيد المسيحيين في الجزائر.